# Kevin Schmidt
Kevin Gerard Schmidt,  även känd som Kevin G. Schmidt, född 16 augusti 1988 i Andover i Kansas, är en amerikansk skådespelare. Han är äldre bror till skådespelaren och sångaren Kendall Schmidt.